# Maria Bardzka

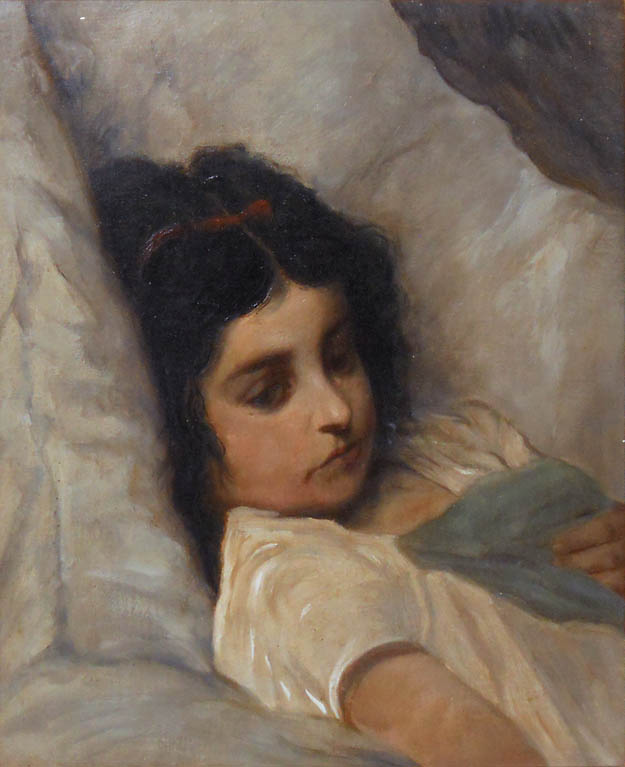
Dziewczyna w łóżku (1882)

Maria Bardzka (ur. 1850 w Warszawie, zm. ?) – polska malarka.

## Życiorys
Studiowała u Friedricha Augusta Kaulbacha w Królewskiej Akademii Sztuk Pięknych w Monachium. Wystawiała swoje prace na Wystawie Sztuk Pięknych w 1890 roku w Madrycie.